# 大西健夫
大西 健夫（おおにし たけお、1941年 - ）は、日本の経済学者、中京学院大学学長、元早稲田大学教授。経済史、現代ヨーロッパ経済論専攻。

## 来歴
東京都出身（北海道生まれ）。1973年ゲッティンゲン大学経済社会学部卒業、早稲田大学大学院経済学研究科修了。76年「関税同盟成立前期におけるプロイセン経済の研究」で早大経済学博士。早稲田大学教育学部教授。

## 著書
- ハルデンベルク租税改革とプロイセン国家財政再建 早稲田大学出版部 1978.4
- オイレンブルク伯「バンコク日記」ドイツ、アジアで覇権を競う リブロポート 1990.9（社会科学の冒険）

## 共編著
- 現代のドイツ 全12 三修社 1981-86
- ドイツの社会 民族の伝統とその構造 U.リンス共編 早稲田大学出版部 1992.5
- ドイツの政治 連邦制国家の構造と機能 早稲田大学出版部 1992.5
- ドイツの経済 社会的市場経済の構造 早稲田大学出版部 1992.5
- アメリカの社会 多様性のなかに統一を求めて 松尾弌之共編 早稲田大学出版部 1994.3
- ASEAN躍動の経済 青木健共編 早稲田大学出版部 1995.11
- APEC日本の戦略 宮智宗七共編 早稲田大学出版部 1995.11
- EU統合の系譜 岸上慎太郎共編 早稲田大学出版部 1995.5
- EU政策と理念 岸上慎太郎共編 早稲田大学出版部 1995.5
- EU制度と機能 中曽根佐織共編 早稲田大学出版部 1995.5
- 韓国の経済 革新と安定の開発戦略 金宗ヒョン共編 早稲田大学出版部 1995.4
- オーストリア 永世中立国際国家 酒井晨史共編 早稲田大学出版部 1996.10
- ドイツの企業 経営組織と企業戦略 高橋俊夫共編 早稲田大学出版部 1997.9
- ドイツの統合 分断国家から普通の国へ ウルリヒ・リンス共編 早稲田大学出版部, 1999.4
- 中国の経済 開放戦略の理念と手法 賀耀敏共編 早稲田大学出版部, 2002.6
- 私立大学の源流 「志」と「資」の大学理念 佐藤能丸共編著 学文社 2006.3 （早稲田教育叢書）
- 堤康次郎と西武グループの形成 齋藤憲,川口浩共編 知泉書館 2006.3
- 国立の小学校 堤清二共編著 校倉書房 2007.3

## 翻訳
- ドイツ経済の金融政策 K.アンドレアス 文真堂 1991.5

## 参考
- http://bookweb.kinokuniya.co.jp/htm/465702308X.html
- J－GLOBAL